# Herman Bang
Herman Joachim Bang (n. 20 aprilie 1857, Sønderborg, regiunea Syddanmark, Danemarca – d. 29 ianuarie 1912, Ogden⁠(d), Utah, SUA) a fost un prozator danez. Inițial operă de orientare naturistă influențată de Ibsen și Zola (romanele Haabløse slaegter, 1880 – Făpturi fără speranță; Tine, 1889). Creator al impresionismului literar danez, mai ales în nuvelele târzii, străbătute de accentele amare ale ratării într-o lume crepusculară (Stille existenser, 1886 - Existențe tăcute; Under aaget, 1890 – Îngenunchiații). Romane cu accente autobiografice (Mikaël, 1904; De uden faedreland, 1905 – Cei fără patrie). În eseurile Realisme og realister (1879, Realism și realiștii), Kritiske studier (1880, Studii critice), a definit realismul ca modalitate artistică.

## Opera
- 1879: Realism și realiști ("Realisme og Realister");
- 1880: Generații Condamnate;
- 1880: Făpturi fără speranță ("Haabløse Slægter");
- 1880: Studii critice ("Kritiske Studier");
- 1886: Existențe tăcute ("Stille Eksistenser");
- 1886: La calea ferată;
- 1887: Stuk;
- 1889: Tine ("Tine");
- 1890: Îngenunchiații ("Under Aaget");
- 1891: Casa albă;
- 1901: Casa cenușie;
- 1904": Mikaёl ("Mikaёl");
- 1905: Cei fără de patrie ("De uden Fædreland").